# Hardbone
Hardbone ist eine deutsche Hard-Rock-Band aus Hamburg.

## Geschichte
Hardbone wurde im Jahr 2006 von Tim Dammann (Gesang), Tom Lindemann (Gitarre), Sebastian Kranke (Gitarre), John Kölln (Schlagzeug) und Sebastian Mull (Bass) unter dem Namen „Uncut“ gegründet. Das Debütalbum Dirty 'n' Young wurde am 5. November 2010 bereits unter dem heutigen Bandnamen auf dem Remedy Records Ableger Rude Records veröffentlicht. Bereits vor den Aufnahmen zu Dirty 'n' Young wurde Sebastian Mull durch Wolfgang Pohl am Bass ersetzt.
Zum zweiten Album This Is Rock 'n' Roll, das am 13. April 2012 veröffentlicht wurde, kam es zum Besetzungswechsel am Schlagzeug, als John Kölln durch Caine Grandt ersetzt wurde. Die Band konnte sich auf diversen Festivals im In- und Ausland einen Namen erspielen.
In derselben Besetzung konnte die Band ihr drittes Studioalbum Bone Hard am 27. Juni 2014 veröffentlichen. Wenig später wurde die Trennung von Bassist Wolfgang Pohl bekanntgegeben. Er wurde durch Tim Schwarz (ehem. Railroad) ersetzt.
Nach vielen erfolgreichen Konzerten, Festivals (u. a. Baltic Open Air) und Touren in Deutschland, Spanien und weiteren Ländern Westeuropas gab Schlagzeuger Caine Grandt zum Ende 2015 überraschend seinen Ausstieg bekannt, um sich musikalisch in eine andere Richtung zu orientieren. Sein Platz wurde von Benjamin Ulrich (ehem. Aaron Hellvis) eingenommen.
Gemeinsam wurde das vierte Werk Tailor-Made aufgenommen und am 28. Oktober 2016 veröffentlicht. Mit diesem Album tourte die Band ebenfalls durch Deutschland und Europa. Im Jahr 2018 ging die Band einen Booking-Deal mit der Agentur Seaside Touring (Teil der ICS Festival Service GmbH) ein. Daraufhin folgten größere Engagements auf Festivals wie dem Wacken Open Air und dem Werner Rennen, sowie Support-Touren für Thundermother und Rose Tattoo.
Im Februar 2020 kündigte die Band ihr fünftes Studioalbum No Frills mit dem Veröffentlichungstermin 8. Mai 2020 an. Für dieses Werk wurden die Chameleon Studios Hamburg um Produzent Eike Freese (Dark Age) gebucht. Zeitgleich wechselte die Band zur neu gegründeten Booking-Abteilung der Schubert Music Publishing GmbH und kündigte eine umfassende Release-Tour an.
Im Jahr 2024 kündigte Gründungsmitglied Tom Lindemann seinen Ausstieg aus der Band zum Jahreswechsel an. Als sein Nachfolger wurde unmittelbar Luca Rosnau vorgestellt, der während einer Übergangsphase bereits in 2024 einige Konzerte absolvierte. 

## Diskografie

### Studioalben
- 2010: Dirty 'n' Young (CD, Rude Records)
- 2012: This Is Rock 'n' Roll (CD, Rude Records)
- 2014: Bone Hard (CD, Rude Records)
- 2016: Tailor-Made (CD und Vinyl, Rude Records)
- 2020: No Frills (CD, Vinyl und Digipack, Rude Records)

### Live-Alben
- 2020: Live at Wacken Open Air 2018 (Teil der Special Edition der No Frills Digipack Version, Rude Records)